# Caprimulgus manillensis
Caprimulgus manillensis là một loài chim trong họ Caprimulgidae.